# Kadua
Kadua is een geslacht uit de sterbladigenfamilie (Rubiaceae). De soorten komen voor in het Pacifisch gebied.

## Soorten
- Kadua acuminata Cham. & Schltdl.
- Kadua affinis Cham. & Schltdl.
- Kadua axillaris (Wawra) W.L.Wagner & Lorence
- Kadua centranthoides Hook. & Arn.
- Kadua cookiana Cham. & Schltdl.
- Kadua cordata Cham. & Schltdl.
- Kadua coriacea (Sm.) W.L.Wagner & Lorence
- Kadua degeneri (Fosberg) W.L.Wagner & Lorence
- Kadua elatior (H.Mann) A.Heller
- Kadua fluviatilis C.N.Forbes
- Kadua flynnii (W.L.Wagner & Lorence) W.L.Wagner & Lorence
- Kadua foggiana (Fosberg) W.L.Wagner & Lorence
- Kadua foliosa Hillebr.
- Kadua formosa Hillebr.
- Kadua grantii (Fosberg) W.L.Wagner & Lorence
- Kadua haupuensis Lorence & W.L.Wagner
- Kadua knudsenii Hillebr.
- Kadua laxiflora H.Mann
- Kadua lichtlei Lorence & W.L.Wagner
- Kadua littoralis Hillebr.
- Kadua lucei (Lorence & J.Florence) W.L.Wagner & Lorence
- Kadua munroi (Fosberg) Govaerts
- Kadua nukuhivensis (J.Florence & Lorence) W.L.Wagner & Lorence
- Kadua parvula A.Gray
- Kadua raiateensis J.W.Moore
- Kadua rapensis F.Br.
- Kadua romanzoffiensis Cham. & Schltdl.
- Kadua st-johnii (B.C.Stone & Lane) W.L.Wagner & Lorence
- Kadua tahuatensis (Lorence & J.Florence) W.L.Wagner & Lorence
- Kadua tryblium (D.R.Herbst & W.L.Wagner) W.L.Wagner & Lorence

... · 
Afrocanthium · 
Asperula (Bedstro) · 
Atractocarpus · 
Belonophora · 
Bouvardia · 
Breonadia · 
Byrsophyllum · 
Callipeltis · 
Cephalanthus (Kogelbloem) · 
Chassalia · 
Cinchona · 
Coffea (Koffie) · 
Coprosma · 
Cruciata · 
Deppea · 
Galium (Walstro) · 
Gardenia · 
Genipa · 
Morinda · 
Nertera · 
Pentas · 
Plocama · 
Portlandia · 
Psydrax · 
Richardia · 
Rothmannia · 
Rubia · 
Rutidea · 
Rytigynia · 
Sabicea · 
Sarcocephalus · 
Sericanthe · 
Sherardia · 
Spermacoce · 
Tarenna · 
Tricalysia · 
Uncaria · 
Vangueria · 
Virectaria ·  
Wendlandia · 
...